# Heliamphora hispida
Heliamphora hispida är en flugtrumpetväxtart som beskrevs av A. Wistuba och J. Nerz. Heliamphora hispida ingår i släktet Heliamphora och familjen flugtrumpetväxter. Inga underarter finns listade i Catalogue of Life.